# Цифровая стратегия
Цифровая стратегия (Digital Marketing Strategy) — пошаговый план, сформулированный для достижения конкретных целей (продвижения бренда или товаров и услуг) с помощью цифровых технологий (в основном через интернет-каналы). Является неотъемлемой частью цифрового маркетинга и одним из видов маркетинговой стратегии.

## Понятие цифровой стратегии
Главной целью digital-стратегии является управление взаимоотношениями с клиентами и, как результат, — достижение максимального успеха бизнеса.
В отличие от ИТ-стратегии, которая полностью направлена на развитие информационных технологий в компании (в частности, технического оснащения и кадрового состава), цифровая стратегия полностью относится к маркетинговым инструментам и сосредоточена на определенных целях:
- сделать бренд узнаваемым;
- повысить лояльность;
- достичь высоких показателей KPI в короткие сроки;
- добиться роста продаж;
- расширить свою целевую аудиторию с учетом бюджета и доступных ресурсов.

## Структура
Основа цифровой стратегии — «Карта путешествия клиента» (Customer Journey Map, CJM). С ее помощью можно определить основные портреты ЦА (в первую очередь — их профили интернет-пользователей) и понять, какие каналы необходимо подключить для привлечения подобных клиентов.
Бизнес-консультант и автор книг по цифровому маркетингу Дэйв Чаффи описывает структуру RACE, с помощью которой можно разработать цифровую стратегию:
1. Охват (reach). Повышение осведомленности о бренде, которое достигается упоминанием на различных сайтах (лендинга, официального сайта компании, платных размещений и публикаций в онлайн-СМИ).
2. Действие (act). Определение CJM (пути клиента) и, пользуясь этим знанием, побуждение потенциального покупателя сделать нужные целевые шаги. Другой вариант воронки — увеличение количества потенциальных клиентов. Требуемым действием может быть подписка на блог, поиск дополнительной информации о компании и т. д.
3. Конверсия (convert). Преобразование интереса в продажу через онлайн- и офлайн-каналы. Этап преобразования — это всегда продажа.
4. Взаимодействие (engage). Вовлечение можно развивать с помощью электронной почты и маркетинга в социальных сетях. Долгосрочное взаимодействие увеличивает лояльность клиентов. С помощью постоянного социального присутствия в жизни покупателя (обратная связь в соцсетях, рассылки по e-mail, чат-боты, отзывы и рекомендации) достигается готовность к повторной покупке.

## Задачи и инструменты
Основные задачи перекликаются с общими целями маркетинговой стратегии:
- определить действия для достижения целей;
- установить ключевые показатели эффективности (KPI);
- проанализировать способы их измерения;
- увеличить охват аудитории и продажи при помощи онлайн-каналов;
- выбрать наиболее соответствующие бюджету инструменты маркетинга и подходящие каналы;
- найти слабые места в проекте и оптимизировать процессы;
- устранить разрозненность, создать эффективную кросс-функциональную команду[5].

Для достижения целей и задач бизнеса в цифровой стратегии используются разные группы digital-инструментов:
1. Инструменты для брендинга и PR. Помогают управлять репутацией компании. Для создания «лица» бренда используют разные типы рекламы: таргетированную, нативную, баннерную, видеорекламу, а также ретаргетинг и программатик. Для пиара применяют SMM, спецпроекты, создание блога, платную рекламу, размещенную у лидеров мнений: Facebook Advertising, Google Adwords, MyTarget.
2. Performance — работа на достижение поставленных KPI. Сюда входят СРА-сети, SEO-стратегии, контекстная и таргетированная реклама, ретаргетинг и программатик. Примеры: Google Analytics, SE Rankin, SEMrush[англ.].
3. CRM-инструменты — для взаимодействия с «теплыми» клиентами. E-mail и SMM-рассылки, общение в мессенджерах, ретаргетинг.
4. Анализ поведения пользователей. Cognos, Compete, Alexa, Google Analytics, инструменты аналитики Facebook и SproutSocial[5].

Чаще при составлении цифровой стратегии инструменты различных групп комбинируют между собой. Чтобы определить, какой из них наиболее эффективный, используют Customer Journey Map.

## Этапы разработки цифровой стратегии[2]
1. Постановка первичных целей. Общая цель всегда сводится к росту продаж, но для достижения этого этапа необходимо выполнение промежуточных целей — повысить узнаваемость, привлечь клиентов, сформировать знания и потребности в продукте. Первичная цель зависит от особенностей компании и ее продукта.
2. Анализ исходных данных. Включает в себя несколько элементов. Определяют уже имеющиеся результаты KPI. На основе этого можно понять, какие коэффициенты были неэффективны. SWOT-анализ — определение сильных и слабых сторон продукта. Составление портрета целевой аудитории: чтобы обобщение не было слишком шаблонным, выбирают несколько персонажей по разным группам потребителей. Анализ конкурентов — найти их сильные и слабые стороны, определить преимущества своего продукта и перенять инструменты 2-3 близких по сфере компаний.
3. Формирование УТП (уникальное торговое предложение). На его основе будет составлен оффер для каждой сегментированной группы ЦА. Контент должен отвечать потребностям клиента, быть написан в узнаваемом и подходящем группе tone of voice и указывать на выгоды.
4. Определение и внедрение незадействованных каналов. После анализа уже задействованных каналов предприниматель принимает решение, в какой из них инвестировать и какие добавить. Каждому каналу присваивают минимум один KPI.
5. Выбор инструментов и активов для продвижения[7]. Динамичный характер отрасли требует постоянного мониторинга инноваций и привлечения новых инструментов для реализации стратегии.
6. Распределение ресурсов. В этот этап входит рациональное распределение бюджета, в том числе на платное продвижение, отключение неэффективных источников. Оценка работы команды — распределение задач среди штатных сотрудников или делегирование внешним агентствам.
7. Регулярный мониторинг. Составление digital-плана поможет вовремя реагировать на достижение ключевых показателей и вносить изменения в стратегию при возникновении проблем. Расстановка точек роста дает возможность оценивать актуальность текущего плана в гибкой цифровой среде. План составляется на 3-6 месяцев[8] с обязательным контролем ключевых данных.